# Andrzej Libich
Andrzej Libich (Varsó, 1942. január 11. –) lengyel nemzetközi labdarúgó-játékvezető.

## Pályafutása

### Nemzeti játékvezetés
Játékvezetésből Varsóban vizsgázott. Vizsgáját követően a Varsói Labdarúgó-szövetség által üzemeltetett labdarúgó bajnokságokban kezdte sportszolgálatát[forrás?]. A Lengyel labdarúgó-szövetség (PZPN) Játékvezető Bizottságának (JB) minősítésével 1973-tól a I Liga, majd 1980-tól a Ekstraklasa játékvezetője. A nemzeti játékvezetéstől 1990-ben visszavonult. Ekstraklasa mérkőzéseinek száma: 105.

#### Mérkőzései az NB I-ben
| Időpont           | Helyszín                           | Mérkőzés   | Eredmény | Nézők száma |
| ----------------- | ---------------------------------- | ---------- | -------- | ----------- |
| 1986. április 12. | Népstadion, Budapest               | Vasas–FTC  | 0 – 2    | 8 000       |
| 1987. március 14. | Hidegkuti Nándor Stadion, Budapest | MTK-VM–FTC | 0 – 0    | 12 000      |

### Nemzetközi játékvezetés
A Lengyel labdarúgó-szövetség JB terjesztette fel nemzetközi játékvezetőnek, a Nemzetközi Labdarúgó-szövetség (FIFA) 1981-től tartotta nyilván bírói keretében. A FIFA JB központi nyelvei közül az angolt beszéli. Az UEFA JB besorolása szerint a „mester” kategóriába tevékenykedett. Több nemzetek közötti válogatott, valamint Intertotó-kupa és UEFA-kupa klubmérkőzést vezetett vagy partbíróként tevékenykedett. A lengyel nemzetközi játékvezetők rangsorában, a világbajnokság-Európa-bajnokság sorrendjében többedmagával a 21. helyet foglalja el 1 találkozó szolgálatával. A nemzetközi játékvezetéstől 1989-ben búcsúzott. Válogatott mérkőzéseinek száma: 2.

#### Labdarúgó-világbajnokság
Az U20-as, az 1983-as ifjúsági labdarúgó-világbajnokságon a FIFA JB bírói szolgálatra alkalmazta.
| Időpont         | Helyszín                       | Mérkőzés típusa              | Mérkőzés          | Eredmény | Nézők száma |
| --------------- | ------------------------------ | ---------------------------- | ----------------- | -------- | ----------- |
| 1983. június 9. | Tecnológico Stadion, Monterrey | csoportmérkőzés (D. csoport) | Nigéria–Hollandia | 0 – 0    | 41 283      |

## Statisztika

### Nemzetközi válogatott mérkőzései
| #  | Dátum               | Helyszín                      | Hazai        | Eredmény | Vendég   | Kiírás             | Gólok | Esemény |
| -- | ------------------- | ----------------------------- | ------------ | -------- | -------- | ------------------ | ----- | ------- |
| 1. | 1983. szeptember 7. | Groningen, Stadion Oosterpark | Hollandia    | 3 – 0    | Izland   | Eb-selejtező       | -     |         |
| 2. | 1984. április 11.   | Budapest, Megyeri úti stadion | Magyarország | 1 – 1    | Bulgária | olimpiai selejtező | -     |         |
|    | Összesen            |                               |              | 2        | mérkőzés |                    |       |         |